# Le Rêve de Galilée
Le Rêve de Galilée (titre original : Galileo's Dream) est un roman de science-fiction avec des éléments de fiction historique écrit par Kim Stanley Robinson. Il décrit la vie du scientifique et astronome Galilée du XVIIe siècle et la société futuriste vivant sur les lunes galiléennes qu'il a découvertes. Il a été publié le 6 août 2009 puis traduit en français et publié aux éditions Presses de la Cité le 10 novembre 2011.

## Réception
Kim Stanley Robinson a été félicité pour sa représentation de Galilée tant au niveau de sa grandeur que de ses faiblesses, et pour le traitement de thèmes tels que notre relation vis-à-vis de la perception du temps et de la mémoire.